# Emma Wiesnerová
Emma Wiesnerová (* 11. listopadu 1992 Västerås) je švédská stavební inženýrka a politička Strany středu, která je od 4.2.2021 členkou Evropského parlamentu. Politickou kariéru začala ve věku 13 let, kdy se stala regionální vedoucí mládežníků liberální Strany středu. Dne 11. prosince 2020 bylo oznámeno, že v Europarlamentu nahradí Fredricka Federleyho a stane se ve věku 28 let nejmladší švédskou europoslankyní.